# Fomorianos

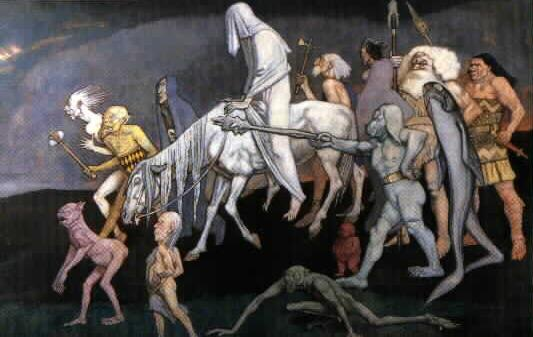
Os Fomorianos, como descrito por John Duncan (1912)

Na mitologia irlandesa, os Fomorianos foram uma raça semi-divina que habitou a Irlanda nos tempos antigos. Ela afirma que estes seres precederam aos deuses, da mesma forma que os Titãs gregos. Representavam os deuses do Caos e da natureza, ao contrário dos Tuatha Dé Danann, que representam os deuses da civilização. Representavam os deuses anteriores aos povos de língua Gaélica que ocuparam a Irlanda posteriormente.

## Nome
A raça é conhecida como o Fomoire ou Fomóirí, nomes que foram latinizados como Fomorianos, Fomores ou Fomori. Mais tarde, em Irlandês médio eles também foram conhecidos como o Fomoraig. A etimologia do nome tem sido motivo de debate. Estudiosos medievais irlandeses acreditavam que o nome Fomoire, que continha o elemento Muire (mar), era devido à sua reputação como piratas do mar .  Em 1888, John Rhys foi o primeiro a sugerir que em irlandês arcaico deveria ser uma palavra composta pelas partículas fo (sob/ abaixo) e Muire (mar), concluindo que pode se referir a seres cujo habitat original seria o fundo do mar . Observando duas instâncias do início do genitivo fomra, Kuno Meyer chegou à mesma etimologia, mas com a seguinte compreensão terra à beira-mar .  Whitley Stokes e Rudolf Thurneysen, por outro lado, preferiram ligar o segundo elemento mor com um suposto cognato do Inglês antigo "mare" (que sobrevive até hoje na palavra inglesa nightmare, pesadelo em português). Com base nestas hipóteses, Marie-Louise Sjoestedt interpretou que a combinação de fo com a raiz mor significaria "seres inferiores" ou "demônios latentes" . 

## Características
Muitas vezes se dizia que os Fomorianos tinham o corpo de um homem e a cabeça de uma cabra, de acordo com um texto do Século XI contido no  Lebor na hUidre (o Livro de Cow Dun), ou de ter apenas um olho, ou um braço e uma perna, mas alguns, como por exemplo Elatha , o pai de Bres, eram bonitos. O próprio Bres carregava o epíteto de "O Bonito".

## Fomorianos na Mitologia
Segundo o mito medieval Balor e seu povo foram os primeiros a invadir a Irlanda, após do dilúvio. Mas segundo o Seathrún Céitinn os Fomorianos já estariam lá, liderados por Cichol Gricenchos, teriam chegado duzentos anos antes e viviam de peixes e aves até Partholón aparecer, trazendo arado e bois. Partholón derrotou Cichol na Batalha de Mag Itha, mas seu povo morreria mais tarde de peste.
A Irlanda ficou cerca de 30 anos sem alma viva após a morte do povo de Partholón, depois apareceu Nemed e seus seguidores que encontraram os Fomorianos quando chegaram. Neste ponto o Céitinn relata que os Fomorianos era um povo marítimo da África, descendentes de Noé e filhos de Ham. Nemed derrotou os Fomorianos em várias batalhas, matando seus reis Gann e Sengann, mas dois novos líderes Fomorianos surgiram: Conand filho de Faebar, que morava na Torre de Conand na Ilha Tory, Condado de Donegal, e Morc filho de Dela.
Após a morte de Nemed, Conand e Morc escravizaram os Nemedianos e exigiram pesados tributos: dois terços de seus filhos, dos grãos e do gado. O filho de Nemed Fergus Lethderg reuniu um exército de sessenta mil homens, e se levantou contra os Fomorianos, destruindo a torre de Conand, mas Morc contra-atacou com uma enorme frota, e houve uma grande matança em ambos os lados. O mar subiu sobre eles e afogou a maioria dos sobreviventes: apenas trintaNemedianos escaparam em um único navio, se espalhando para as outras partes do mundo.
Mas quando os Fir Bolg chegaram anos mais tarde não encontraram nenhum Fomorians na ilha.